# District de Ratnagiri
Le district de Ratnagiri (en Marathi:  रत्नागिरी जिल्हा ) est un  district de la division de Konkan du Maharashtra. 

## Description
Son chef-lieu est la ville de Ratnagiri.

## Éléments remarquables
Dans le district ont été découverts dans les années 2010 des glyphes datant de plusieurs millénaires avant notre ère.